# Гидролаги
Гидролаги (лат. Hydrolagus) — род хрящевых рыб отряда химерообразных. Внешне напоминают других представителей отряда, однако имеют короткое, закруглённое рыло. У гидролагов у основания первого спинного плавника имеются ядовитые колючки, способные нанести рану человеку.
Название рода происходит от греч. ὕδωρ — «вода» и греч. λαγώς/λαγῶς — «заяц».
Достигают 150 см в длину. Обитают в морях тропического и умеренного пояса. Встречаются на глубине до 3650 м при температуре воды от 1,97 °C до 17,687 °C и солёности 32,34—35,76 ‰. Размножаются, откладывая яйца, заключённые в прочную роговую капсулу с выступами по углам.
У гидролагов характерное для членов семейства Chimeridae короткое, мясистое рыло с притуплённым кончиком, удлинённое тело, сужающееся к бичевидному хвосту, который оканчивается нитевидным выростом. Окраска коричневого, чёрного или серого цвета. От схожих внешне химер гидролаги отличаются отсутствием анального плавника. 17 из 24 видов гидролагов присутствуют во всех океанах, за исключением Арктики и Антарктики. Наибольшее разнообразие наблюдается в западной части Тихого океана.

## Классификация
В настоящее время в состав рода включают 25 видов:
1. Hydrolagus affinis (Brito Capello, 1868) — Атлантический гидролаг, или североатлантический гидролаг
2. Hydrolagus africanus (Gilchrist, 1922) — Африканский гидролаг
3. Hydrolagus alberti Bigelow & Schroeder, 1951
4. Hydrolagus alphus Quaranta, Didier, Long & Ebert, 2006
5. Hydrolagus barbouri (Garman, 1908) — Пятнистая химера
6. Hydrolagus bemisi Didier, 2002
7. Hydrolagus colliei (Lay & E. T. Bennett, 1839) — Американский гидролаг
8. Hydrolagus deani (H. M. Smith & Radcliffe, 1912)
9. Hydrolagus eidolon (D. S. Jordan & C. L. Hubbs, 1925)
10. Hydrolagus erithacus Walovich, Ebert & Kemper, 2017
11. Hydrolagus homonycteris Didier, 2008
12. Hydrolagus lemures (Whitley, 1939)
13. Hydrolagus lusitanicus T. Moura, I. M. R. Figueiredo, Bordalo-Machado, C. Almeida & Gordo, 2005
14. Hydrolagus macrophthalmus F. de Buen, 1959
15. Hydrolagus marmoratus Didier, 2008
16. Hydrolagus matallanasi Soto & Vooren, 2004
17. Hydrolagus mccoskeri L. A. K. Barnett, Didier, Long & Ebert, 2006
18. Hydrolagus melanophasma K. C. James, Ebert, Long & Didier, 2009
19. Hydrolagus mirabilis (Collett, 1904) — Большеглазая химера, или большеглазый гидролаг
20. Hydrolagus mitsukurii (D. S. Jordan & Snyder, 1904) — Чёрный гидролаг, или чёрная химера, или гидролаг Мицукури, или химера Мицукури
21. Hydrolagus novaezealandiae (Fowler, 1911)
22. Hydrolagus pallidus Hardy & Stehmann, 1990
23. Hydrolagus purpurescens (C. H. Gilbert, 1905) — Гавайский гидролаг
24. Hydrolagus trolli Didier & Séret, 2002